# Hilversum
Hilversum je grad u Nizozemskoj u pokrajini Sjeverna Holandija. Prema procjeni grad Hilversum je 1. siječnja 2020. brojao 90 883 stanovnika. Grad dio konurbacije Randstad, jedne od najvećih konurbacija u Europi.

## Stanovništvo
Prema procjeni grad Hilversum je 1. siječnja 2020. brojao 90 883 stanovnika.

### Kretanje broja stanovnika
| 2001.  | 2008.  | 2011.  | 2015.  | 2020.  |
| ------ | ------ | ------ | ------ | ------ |
| 82.769 | 83.815 | 84.984 | 87.161 | 90.883 |

## Galerija grada
- Centar grada
- Media Park, Hilversum